# Нижньовоцьке сільське поселення
Нижньово́цьке сільське поселення (рос. Нижневочское сельское поселение) — муніципальне утворення у складі Усть-Куломського району Республіки Комі, Росія. Адміністративний центр — село Нижній Воч.

## Населення
Населення — 584 особи (2017, 652 у 2010, 839 у 2002, 905 у 1989).

## Склад
До складу поселення входять такі населені пункти:
| Населений пункт       | Населення, осіб (1989) | Населення, осіб (2002) | Населення, осіб (2010) |
| --------------------- | ---------------------- | ---------------------- | ---------------------- |
| Верхній Воч, присілок | 309                    | 282                    | 206                    |
| Воль, присілок        | 18                     | 15                     | 15                     |
| Дьома, присілок       | 15                     | 1                      | 9                      |
| Нижній Воч, село      | 563                    | 541                    | 422                    |